# 가와이 류지
가와이 류지(일본어: 河合 竜二, 1978년 7월 14일 ~ )는 일본의 전 축구 선수이다.

## 구단 경력
그는 1997년부터 2018년까지 J리그의 우라와 레즈, 요코하마 F. 마리노스, 홋카이도 콘사돌레 삿포로에서 활동하였다.